# Mucone
A Mucone egy olaszországi folyó. A Sila-fennsíkből ered, a Monte Curcio lejtőiről, Cosenza városa közelében. Átszeli Cosenza megye területét és Acri mellett a Crati folyóba torkollik. Az ókorban Muconius vagy Muxones néven volt ismert, nevét valószínűleg a partja mentén felépített Merkúr-szentély után kapta. Acri városa mellett meredek szurdokvölgyben folyik, melyben a materai sassikhoz hasonló barlanglakások találhatók.